# Kazimierz Drecki
Kazimierz Drecki (ur. 4 marca 1895 w majątku Zofiówka, woj. lubelskie, zm. wiosną 1940 w Katyniu) – polski ziemianin, porucznik rezerwy broni pancernych Wojska Polskiego, ofiara zbrodni katyńskiej.

## Życiorys
Urodził się w rodzinie Józefa i Stefanii z Michalewskich. Absolwent męskiej Szkoły Lubelskiej im. St. Śliwińskiego w Lublinie, gdzie uzyskał maturę (1914). Studiował na Kursach Przemysłowo-Rolniczych w Warszawie i na Wydziale Rolniczym Politechniki w Moskwie, ukończył  SGGW w Warszawie. Członek rzeczywisty korporacji Polskiej Korporacji Akademickiej Aquilonia. Żołnierz I Korpusu Polskiego gen. Józefa Dowbor-Muśnickiego. Od 1918 w Wojsku Polskim. Wstąpił na ochotnika do 1 pułku ułanów Krechowieckich i uczestniczył w kampanii lwowskiej i na Wołyniu. W 1919 awansował na stopień wachmistrza. Od marca do maja 1920 służył w Ministerstwie Spraw Wojskowych. Następnie powrócił do 1 puł biorąc udział w wojnie 1920 r. m.in. walcząc pod Zamościem z bolszewicką Armią Konną Budionnego. 
Po zakończeniu działań wojennych przeszedł do rezerwy w stopniu chorążego (1921). W 1924 r. (po odbytych ćwiczeniach rezerwistów) otrzymał nominację na podporucznika. W 1930 odbył pięciotygodniowy kurs w Centrum Wyszkolenia Broni Pancernych w Modlinie, otrzymując przydział do 8 dywizjonu samochodowego w Bydgoszczy. 
29 stycznia 1932 roku został mianowany porucznikiem ze starszeństwem z dniem 2 stycznia 1932 roku i 17. lokatą w korpusie oficerów rezerwy samochodowych. Posiadał wówczas przydział do kadry 8 dywizjonu samochodowego. W 1934 roku pozostawał w ewidencji Powiatowej Komendy Uzupełnień Lublin Powiat. Nadal posiadał przydział w rezerwie do kadry 8 dywizjonu samochodowego.
Zmobilizowany pod koniec sierpnia 1939. W czasie kampanii wrześniowej walczył w Lublinie (w łączności). Po agresji ZSRR na Polskę wzięty do niewoli sowieckiej na południowo-wschodnich terenach Rzeczypospolitej. Osadzono go w obozie jenieckim w Ostaszkowie, a następnie w Kozielsku. 28 kwietnia 1940 przekazany do dyspozycji naczelnika smoleńskiego obwodu NKWD – lista wywózkowa nr 052/2 z 27 kwietnia 1940 poz. 59, akta osobowe nr 1985. Został zamordowany między 30 kwietnia 1940 przez funkcjonariuszy NKWD w Lesie Katyńskim. Ofiary tej zbrodni grzebano w bezimiennych mogiłach zbiorowych, gdzie od 28 lipca 2000 mieści się oficjalnie Polski Cmentarz Wojenny w Katyniu. W miejscu tym prowadzone były ekshumacje i prace archeologiczne, jednak Kazimierz Drecki nie został zidentyfikowany. Krewni do 1956 poszukiwali informacji przez Biuro Informacji i Badań Polskiego Czerwonego Krzyża w Warszawie.

## Życie prywatne
Gospodarował samodzielnie w majątku Krzesimów (pow. lubelski), przejętym po ojcu, o powierzchni 1182 hektarów. Żonaty z  Anną Marią Wichlińską herbu Zabawa (ur. 22.02.1903 Tuczno, zm. 28.04.1984 Warszawa). Miał dwoje dzieci, córkę Krystynę Marię Drecką pseudonim „Iza” (uczestnik powstania warszawskiego) i syna Włodzimierza Marię pseudonim „Kawka” (poległ w powstaniu warszawskim).
Jego majątek (pałac i ziemię, 544 hektarów) znacjonalizowano.

## Upamiętnienie
- 5 października 2007 minister obrony narodowej Aleksander Szczygło mianował go pośmiertnie na stopień kapitana[19][20][21]. Awans został ogłoszony 9 listopada 2007 w Warszawie, w trakcie uroczystości „Katyń Pamiętamy – Uczcijmy Pamięć Bohaterów”[22][23][24].
- Symboliczna Mogiła Katyńska na cmentarzu w Lublinie, ul. Lipowa 16[25].
- Inskrypcja upamiętniająca śmierć Kazimierz Dreckiego na cmentarzu parafialnym w Mełgwi, na płycie grobowca rodziny Dreckich.
- Dąb Pamięci posadzony przez: Stowarzyszenie Forum Polskie Stowarzyszenie „Na Chełmskiej”, na ul. Lwowskiej w Chełmie. Certyfikat nr 000839/002649/WE/2009[26].

## Ordery i odznaczenia
- Krzyż Walecznych – trzykrotnie[5]
- Medal Niepodległości[2]
- Medal Dziesięciolecia Odzyskanej Niepodległości[5]